# 夏川みすず (タレント)
夏川 みすず（なつかわ みすず）は、日本の女優、タレント、歌手。

## 略歴
セクシーアイドルグループ「ギリギリガールズ」の、メンバーチェンジ後の一員「夏川みすず」としてデビュー。
Nat'sの芸名は夏川みすずの愛称名からとったもの。
2000年に、スーパー戦隊シリーズ第24作・『未来戦隊タイムレンジャー』のエンディングテーマ『時の彼方へ』でソロデビュー。ボーカルのほか挿入歌の作詞も行う。
映画『破れた絵』では、主題歌の他に女優にも挑戦している。
その後テンダープロに所属し、「夏川みすず」の芸名で活動。
2015年にMUTEKIからアダルトビデオに出演しているが、膣内挿入なしの疑似本番ドラマである。ただしフェラチオシーンはAV男優のペニスを実際に口に含んで行っている。

## 代表曲
- 時の彼方へ（テレビ朝日系『未来戦隊タイムレンジャー』エンディングテーマ）
- CHI・KA・RA 2000 〜終わらない未来のために〜（テレビ朝日系『未来戦隊タイムレンジャー』挿入歌）
- Cream Puff Shuffle（テレビ東京系アニメ『パワーパフガールズ』オープニングテーマ／パワーパフソウルズ〈林原めぐみ・上谷麻紀・Nat'sの3人からなる限定ユニット〉として）
- WIN, LOSE or DRAW（テレビ東京系アニメ『パワーパフガールズ』エンディングテーマ／パワーパフソウルズとして）
- True lover in your dream・破れた絵（映画『破れた絵』主題歌）

## 作品

### アダルトビデオ
- 帰ってきた！ギリギリガール！（2015年3月1日、MUTEKI）
- ギリギリガール VOL.2 （2015年5月1日、MUTEKI）
- BEST OF GIRI GIRI（2015年9月1日、MUTEKI）

### 写真集
- RESTART（2015年1月29日、竹書房、撮影：篠原潔）ISBN 978-4801901735